# Gaziosmanpaşaspor
Gaziosmanpaşaspor is een voetbalclub opgericht in 1965 te Gaziosmanpaşa, een district van de provincie Istanboel, Turkije. De clubkleuren zijn groen en blauw. De thuisbasis van de voetbalclub is het Gaziosmanpaşastadion. Gaziosmanpaşaspor heeft nog nooit gevoetbald in de Süper Lig.

## Bekende (ex-)spelers
- Saffet Akbaş
- Murat Hacıoğlu
- Baki Mercimek
- Abdülkerim Öcal